# Enrico Mainardi
Enrico Mainardi (ur. 19 maja 1897 w Mediolanie, zm. 10 kwietnia 1976 w Monachium) – włoski wiolonczelista, dyrygent, kompozytor.

## Życiorys
Naukę gry na wiolonczeli rozpoczął w wieku trzech i pół roku, później uczył się m.in. w konserwatorium im. Verdiego w Mediolanie. Występował w wielu salach koncertowych w Europie. Był uznanym kameralistą, występował m.in. z E. Fischerem, G. Kulenkampffem, C. Zecchim i S. Gazzellonim, wykonując utwory m.in. Straussa i Hindemitha. 
W 1933 został wykładowcą w Akademii Muzycznej św. Cecylii w Rzymie, a w 1952 dyrygentem. 
Skomponował cztery koncerty wiolonczelowe, utwory kameralne i pieśni.